# Free to Play (filme)
Free to Play é um documentário feito em 2014 pela empresa desenvolvedora de jogos eletrônicos Valve. O filme tem um olhar crítico sobre a vida de Benedict "hyhy" Lim, Danil "Dendi" Ishutin e Clinton "Fear" Loomis, três jogadores profissionais de Defense of the Ancients (DotA) que participaram do primeiro The International, o torneio de esporte eletrônico mais lucrativo até o momento. O foco central do filme é a forma como o seu compromisso com o DotA tinha afetado suas vidas e como o torneio de estreia para a sequência do jogo, Dota 2, traria mais significado para suas lutas.
Jeremy Lin, jogador profissional de basquete pelo Houston Rockets da NBA, é um ávido jogador de Dota 2 e faz uma aparição no filme.

## Sinopse
O documentário centra-se em três jogadores diferentes que chegam à Colônia, Alemanha, para competir em um torneio de esporte eletrônico de Dota 2, o The International, que renderá à equipe vencedora um prêmio de US$ 1 milhão.
A equipe de Singapura, Scythe Gaming, é liderada por Benedict "hyhy" Lim. Partes do filme exploraram sua vida em Singapura, onde vive com sua mãe, tia e pai. Seu pai trabalha longas horas para uma companhia de navegação em um porto próximo para sustentar a família, e sua mãe e tia desaprovam o tempo que ele gasta jogando, o que levou suas notas na escola a caírem. Para participar do The International, Hyhy deve deixar de lado seus exames finais na escola e ele sente que só ganhando o prêmio de US$ 1 milhão ele irá demonstrar a sua família que a sua carreira de jogador é digna de respeito. Ele também admite que ele ainda é apaixonado por sua ex-namorada, e espera que uma vitória no International vai impressioná-la o suficiente para ela para lhe dar uma segunda chance.
Enquanto isso, Clinton "Fear" Loomis, um jogador americano de Medford, Oregon, é mais velho do que os outros concorrentes, mas ele leva a equipe multinacional Online Kingdom na esperança de que ele possa finalmente provar que sua vida está indo para algum lugar. Fear cresceu sob os cuidados de sua mãe solteira, que finalmente chegou a respeitar a sua habilidade em jogos. Como um jovem de 20 anos, Fear tem encontrado dificuldades para se sustentar financeiramente como um jogador em tempo integral, sendo forçado a jogar em um velho monitor CRT de segunda mão.
Por fim, Danil "Dendi" Ishutin, da equipe ucraniana Natus Vincere, usa o Dota 2 para lidar com a trágica morte de seu pai. A mãe de Dendi revela que ele e seu pai eram muito próximos e que muitas vezes iam pescar juntos. Desde a morte inesperada de seu pai por câncer, Dendi nunca mais foi à pesca e em vez disso tem focado em sua carreira de jogador.
Durante a primeira fase da competição, a Online Kingdom, considerado um time perdedor, surpreende os espectadores, classificando-se em primeiro lugar em seu grupo. Em outro grupo que inclui a Natus Vincere e a Scythe Gaming, as equipes se classificam em primeiro e em segundo lugar, respectivamente. Nas eliminatórias, a Online Kingdom termina a sua jornada com derrotas para a equipe chinesa Invictus Gaming e a russa Moscow Five, mesmo assim levando para casa US$ 25.000 com o 7ª lugar. 
As equipes mais fortes restantes são a Scythe Gaming, a Natus Vincere e a Ehome, uma equipe chinesa bem disciplinada. A Scythe consegue derrotar a Ehome, mas perde para Natus Vincere e depois é eliminada nas finais da chave inferior em uma revanche com a Ehome. Na série final em melhor de cinco entre Ehome e Natus Vincere, a Ehome consegue dar à Natus Vincere sua primeira derrota no torneio, mas no final, Dendi, um craque imprevisível e altamente qualificado, leva sua equipe à vitória e a Natus Vincere leva para casa o grande prêmio de US$ 1 milhão.
A equipe de Hyhy, Scythe Gaming, leva para casa US$ 150.000 com o terceiro lugar. Apesar de não ganhar o prêmio de primeiro lugar, Hyhy é finalmente bem sucedido em convencer sua namorada para voltar com ele. Fear finalmente compra um computador novo com a sua parte do prêmio e vai morar com seus companheiros de equipe (mais tarde ele venceria o The International de 2015 com sua equipe, Evil Geniuses, 4 anos depois). Dendi, com a paz de espírito recém-descoberta, vai pescar pela primeira vez desde a morte de seu pai.

## Críticas
Free to Play foi geralmente bem recebido pela crítica. Chris Zele, da revista Maximum PC, que não estava familiarizado com a franquia Dota ao ver o filme, chamou Free to Play não apenas de um dos melhores documentários de jogos eletrônicos, mas também de documentários sobre qualquer tópico que ele já tinha visto. Philippa Warr, da revista Wired, elogiou o filme por traçar paralelos entre esportes eletrônicos e outras atividades desportivas, ao mesmo tempo em que observou que o filme corre o risco de não se conectar em certas áreas, pois o conhecimento do jogo pode ser necessário para a compreensão de cenas de batalhas. Brian Albert da IGN deu elogios semelhantes por estar emocionalmente envolvente e com muita variedade de sentimentos, além de criticá-lo por não explicar os detalhes mais intrincados sobre o Dota 2 para aqueles que podem não estar familiarizados com o jogo.